# Américo Maurano
Flavio Américo Maurano (14 de julho de 1904 — 1 de dezembro de 1961) foi um médico brasileiro especializado na hanseníase (antigamente denominado leprólogo)
. 
Em 1925 formou-se na Faculdade de Medicina da Universidade de São Paulo e teve carreira brilhante no estudo da hanseníase. En sua homenagem foi denominada uma rua no distrito do Morumbi, São Paulo.

## Obras
- Três contribuições a farmacodinâmica e fisiologia decorrentes do método de cultura de tecidos in vitro. 1926
- História da lepra em São Paulo. São Paulo: Revista dos Tribunais, 1939.
- Tratado de leprologia. Rio de Janeiro: Milone, 1944.
- Reação Leprótica. Rio de Janeiro: Milone, 1949 (com Lauro de Sousa Lima).